# Marcin Raciborski
Marcin Raciborski (Raciborowski) herbu Jelita – wojski oświęcimski w latach 1640-1664.
Poseł na sejm 1646 roku.